# Infinity (저니의 음반)
| 전문가 평가                      | 전문가 평가 |
| 평가 점수                        | 평가 점수   |
| 출처                             | 점수        |
| -------------------------------- | ----------- |
| AllMusic                         | [ 2 ]       |
| Collector's Guide to Heavy Metal | 8/10        |

《Infinity》는 1978년 1월 20일, 컬럼비아 레코드가 발매한 미국의 록 밴드 저니의 네 번째 스튜디오 음반이다. 이 음반은 보컬리스트 스티브 페리와 함께한 밴드의 첫 음반이었고 드러머 앤슬리 던바가 참여한 마지막 음반이었다.

## 배경
더 강한 리드 보컬리스트를 찾기 위해 저니는 잠시 동안 로버트 플라이슈먼을 영입했고 그와 함께 몇 곡의 트랙을 녹음하기도 했는데, 그 중 하나인 〈For You〉는 나중에 《Time3》 컴필레이션 음반과 플라이슈먼의 솔로 음반 《Perfect Stranger》에 실렸다. 플라이슈먼은 음악적, 경영적 차이로 인해 곧 스티브 페리로 대체되었다. 플라이슈먼은 이후 글램 메탈 밴드 비니 빈센트 인베이전의 첫 번째 가수로 재조명되었다.
〈Feeling That Way〉에서 페리는 키보디스트 그렉 롤리와 듀엣으로 노래를 불렀다.
〈Patiently〉는 페리와 닐 숀이 함께 쓴 첫 번째 곡이었다. 페리는 가사를 썼는데, 그는 길을 떠나 집을 비운 슬픔을 표현하는 동시에 밴드의 팬들에 대한 감탄을 표현했고, 숀은 곡을 위해 음악을 작곡했다. 다른 인기 있는 싱글로는 〈Lights〉와 〈Wheel in the Sky〉가 있다. 후자는 임시 프론트맨 플라이슈만과 공동 집필했다.
저니의 매니저인 허비 허버트는 영국의 프로듀서 로이 토머스 베이커에게 《Infinity》의 제작을 의뢰했다. 베이커는 엔지니어 제프 워크먼의 도움을 받아 〈Winds of March〉와 같은 트랙에서 시연한 퀸과의 작업과 유사한 레이어드 사운드 접근법을 제작했다. 게다가, 베이커의 스택 하모니 방식은 그가 프로듀싱한 다른 음반들에서 주목할 만했고, 저니의 사운드의 상표가 되었다. 그는 각 보컬리스트(보통 페리와 롤리, 때로는 로스 발로리와 숀이 함께)가 각각의 하모니 파트를 합창함으로써 이를 달성했다. 이는 서너 개의 목소리가 더 많이 들리는 효과를 냈고, 음반에 제시된 대로 라디오 방송국에서 연속적으로 재생되는 곡 〈Feeling that Way〉와 〈Anytime〉에서 두드러진다.
페리의 합류로 밴드는 더 주류적인 사운드를 얻었고, 저니는 지금까지 최고의 차트 성공을 거두는데 도움을 주었다.

## 곡 목록
| #  | 제목                 | 작사·작곡                                              | 재생 시간 |
| -- | -------------------- | ------------------------------------------------------ | --------- |
| 1. | 〈Lights〉           | 스티브 페리, 닐 숀                                     | 3:11      |
| 2. | 〈Feeling That Way〉 | 페리, 그렉 롤리, 앤슬리 던바                           | 3:28      |
| 3. | 〈Anytime〉          | 롤리, 로저 실버, 로버트 플라이슈만, N. 숀, 로스 발로리 | 3:28      |
| 4. | 〈Lă Do Dā〉         | 페리, N. 숀                                            | 3:01      |
| 5. | 〈Patiently〉        | 페리, N. 숀                                            | 3:21      |

| #  | 제목                  | 작사·작곡                            | 재생 시간 |
| -- | --------------------- | ------------------------------------ | --------- |
| 1. | 〈Wheel in the Sky〉  | N. 숀, 플라이슈만, 다이앤 발로리     | 4:12      |
| 2. | 〈Somethin' to Hide〉 | 페리, N. 숀                          | 3:27      |
| 3. | 〈Winds of March〉    | 맷 숀, N. 숀, 플라이슈만, 롤리, 페리 | 5:04      |
| 4. | 〈Can Do〉            | 페리, R. 발로리                      | 2:39      |
| 5. | 〈Opened the Door〉   | 페리, 롤리, N. 숀                    | 4:37      |

## 인증
| 국가                       | 인증        | 판매량/출하량 |
| -------------------------- | ----------- | ------------- |
| 캐나다 (뮤직 캐나다)       | 골드        | 50,000^       |
| 미국 (RIAA)                | 3× 플래티넘 | 3,000,000^    |
| ^출하량을 기반으로 한 인증 |             |               |